# Saison 4 de Drag Race Down Under
La quatrième saison de Drag Race Down Under est diffusée pour la première fois à partir du 1er novembre 2024 sur Stan en Australie, sur TVNZ+ en Nouvelle-Zélande et sur WOW Presents Plus à l'international.
Le 24 octobre 2023, l'émission est renouvelée pour sa quatrième saison. Les juges principaux sont Michelle Visage, Rhys Nicholson, Isis Avis Loren, Kita Mean et Spankie Jackzon,. Le casting est composé de dix candidates et est annoncé le 10 octobre 2024.
La gagnante de la saison reçoit un an d'approvisionnement de maquillage chez Anastasia Beverly Hills et 50 000 dollars australiens.
La gagnante de la saison est Lazy Susan, avec comme secondes Mandy Moobs et Vybe.

## Candidates
(Les noms et âges donnés sont ceux annoncés au moment de la compétition.)
| Candidates       | Âge | Résidence                      | Classement |
| ---------------- | --- | ------------------------------ | ---------- |
| Lazy Susan       | 32  | Melbourne, Victoria            | Gagnante   |
| Mandy Moobs      | 33  | Brisbane, Queensland           | Secondes   |
| Vybe             | 32  | Sydney, Nouvelle-Galles du Sud | Secondes   |
| Freya Armani     | 24  | Brisbane, Queensland           | 4e place   |
| Nikita Iman      | 27  | Auckland, Auckland             | 5e place   |
| Max Drag Queen   | 24  | Melbourne, Victoria            | 6e place   |
| Brenda Bressed   | 24  | Melbourne, Victoria            | 7e place   |
| Lucina Innocence | 28  | Auckland, Auckland             | 8e place   |
| Karna Ford       | 27  | Sydney, Nouvelle-Galles du Sud | 9e place   |
| Olivia Dreams    | 26  | Auckland, Auckland             | 10e place  |

## Progression des candidates
|            |                  | Épisode | Épisode | Épisode | Épisode | Épisode | Épisode | Épisode | Épisode  |
| 1          | 2                | 3       | 4       | 5       | 6       | 7       | 8       |         |          |
| ---------- | ---------------- | ------- | ------- | ------- | ------- | ------- | ------- | ------- | -------- |
| Candidates | Lazy Susan       | WIN     | WIN     | SAFE    | SAFE    | HIGH    | WIN     | HIGH    | GAGNANTE |
| Candidates | Mandy Moobs      | SAFE    | SAFE    | HIGH    | WIN     | LOW     | SAFE    | BTM2    | SECONDE  |
| Candidates | Vybe             | SAFE    | HIGH    | HIGH    | HIGH    | WIN     | LOW     | WIN     | SECONDE  |
| Candidates | Freya Armani     | SAFE    | LOW     | SAFE    | BTM2    | HIGH    | HIGH    | HIGH    | ÉLIMINÉE |
| Candidates | Nikita Iman      | HIGH    | SAFE    | BTM3    | HIGH    | WIN     | BTM2    | ELIM    |          |
| Candidates | Max Drag Queen   | HIGH    | SAFE    | BTM3    | SAFE    | BTM2    | ELIM    |         |          |
| Candidates | Brenda Bressed   | SAFE    | HIGH    | WIN     | LOW     | ELIM    |         |         |          |
| Candidates | Lucina Innocence | BTM2    | BTM2    | SAFE    | ELIM    |         |         |         |          |
| Candidates | Karna Ford       | BTM2    | SAFE    | ELIM    |         |         |         |         |          |
| Candidates | Olivia Dreams    | LOW     | ELIM    |         |         |         |         |         |          |

 La candidate a gagné RuPaul's Drag Race Down Under.
 La candidate a fini seconde.
 La candidate a été éliminée lors de la finale.
 La candidate a gagné le défi.
 La candidate a reçu des critiques positives des juges et a été déclarée sauve.
 La candidate a été déclarée sauve.
 La candidate a reçu des critiques négatives des juges mais a été déclarée sauve.
 La candidate a été en danger d'élimination.
 La candidate a été éliminée.

## Lip-syncs
| Épisode | Candidate                                     | vs.                                           | Candidate                                     | Chanson            | Artiste            | Candidate éliminée |
| ------- | --------------------------------------------- | --------------------------------------------- | --------------------------------------------- | ------------------ | ------------------ | ------------------ |
| 1       | Karna Ford                                    | vs.                                           | Lucina Innocence                              | Rush               | Troye Sivan        | Aucune             |
| 2       | Lucina Innocence                              | vs.                                           | Olivia Dreams                                 | Freefallin         | Zoë Badwi          | Olivia Dreams      |
| 3       | Karna Ford vs. Max Drag Queen vs. Nikita Iman | Karna Ford vs. Max Drag Queen vs. Nikita Iman | Karna Ford vs. Max Drag Queen vs. Nikita Iman | My Delirium        | Ladyhawke          | Karna Ford         |
| 4       | Freya Armani                                  | vs.                                           | Lucina Innocence                              | What About Me      | Moving Pictures    | Lucina Innocence   |
| 5       | Brenda Bressed                                | vs.                                           | Max Drag Queen                                | Like A Girl Does   | Peach PRC          | Brenda Bressed     |
| 6       | Max Drag Queen                                | vs.                                           | Nikita Iman                                   | Talking Body       | Tove Lo            | Max Drag Queen     |
| 7       | Mandy Moobs                                   | vs.                                           | Nikita Iman                                   | Searchin'          | Young Divas        | Nikita Iman        |
| Épisode | Candidate                                     | vs.                                           | Candidate                                     | Chanson            | Artiste            | Gagnante           |
| 8       | Lazy Susan vs. Mandy Moobs vs. Vybe           | Lazy Susan vs. Mandy Moobs vs. Vybe           | Lazy Susan vs. Mandy Moobs vs. Vybe           | Came Here For Love | Sigala & Ella Eyre | Lazy Susan         |

 La candidate a été éliminée après sa première fois en danger d'élimination.
 La candidate a été éliminée après sa deuxième fois en danger d'élimination.
 La candidate a été éliminée après sa troisième fois en danger d'élimination.
 La candidate a remporté le lip-sync et la saison.

## Juges invités
Cités par ordre chronologique :
- Sasha Colby, drag queen américaine ;
- Kween Kong, drag queen australo-néo-zélandaise ;
- Ladyhawke, chanteuse néo-zélandaise ;
- G Flip, musicienne australienne ;
- Peach PRC, chanteuse australienne ;
- Matthew Okine, comédien australien ;
- Anita Wigl'it, drag queen néo-zélandaise ;
- Sophie Monk, actrice et chanteuse australienne.

### Invités spéciaux
Certains invités apparaissent lors des épisodes, mais ne font pas partie du panel des jurés.
Épisode 6
- Hannah Conda, drag queen australienne.

Épisode 7
- Maxi Shield, drag queen australienne.

Épisode 8
- Elektra Shock, drag queen néozélandaise.

## Épisodes
| COULEUR   | BLEU             | BLEU        | DORÉ         | DORÉ           | ORANGE      | ORANGE | VIOLET     | VIOLET        | ROUGE          | ROUGE      |
| --------- | ---------------- | ----------- | ------------ | -------------- | ----------- | ------ | ---------- | ------------- | -------------- | ---------- |
| CANDIDATE | Lucina Innocence | Mandy Moobs | Freya Armani | Max Drag Queen | Nikita Iman | Vybe   | Lazy Susan | Olivia Dreams | Brenda Bressed | Karna Ford |

| ÉQUIPE    | MR. RIGHT      | MR. RIGHT  | MR. RIGHT  | MR. RIGHT      | MR. RIGHT     | MR. RIGHT NOW | MR. RIGHT NOW    | MR. RIGHT NOW | MR. RIGHT NOW | MR. RIGHT NOW |
| --------- | -------------- | ---------- | ---------- | -------------- | ------------- | ------------- | ---------------- | ------------- | ------------- | ------------- |
| CANDIDATE | Brenda Bressed | Karna Ford | Lazy Susan | Max Drag Queen | Olivia Dreams | Freya Armani  | Lucina Innocence | Mandy Moobs   | Nikita Iman   | Vybe          |

| CANDIDATE  | Brenda Bressed | Freya Armani | Karna Ford   | Lazy Susan    | Lucina Innocence | Mandy Moobs | Max Drag Queen    | Nikita Iman | Vybe        |
| PERSONNAGE | Gina Riley     | Mère Noël    | Eddie Murphy | Lindsay Lohan | Tabatha Coffey   | Jane Turner | Reese Witherspoon | Mère Nature | Julia Child |

| CANDIDATE | Brenda Bressed | Freya Armani | Lazy Susan      | Lucina Innocence | Mandy Moobs | Max Drag Queen | Nikita Iman | Vybe    |
| TISSU     | Tie and dye    | Motif félin  | Cuir artificiel | Motif floral     | Lamé        | Carreaux       | Denim       | Sequins |